# مرحلة البلوغ (علم النبات)

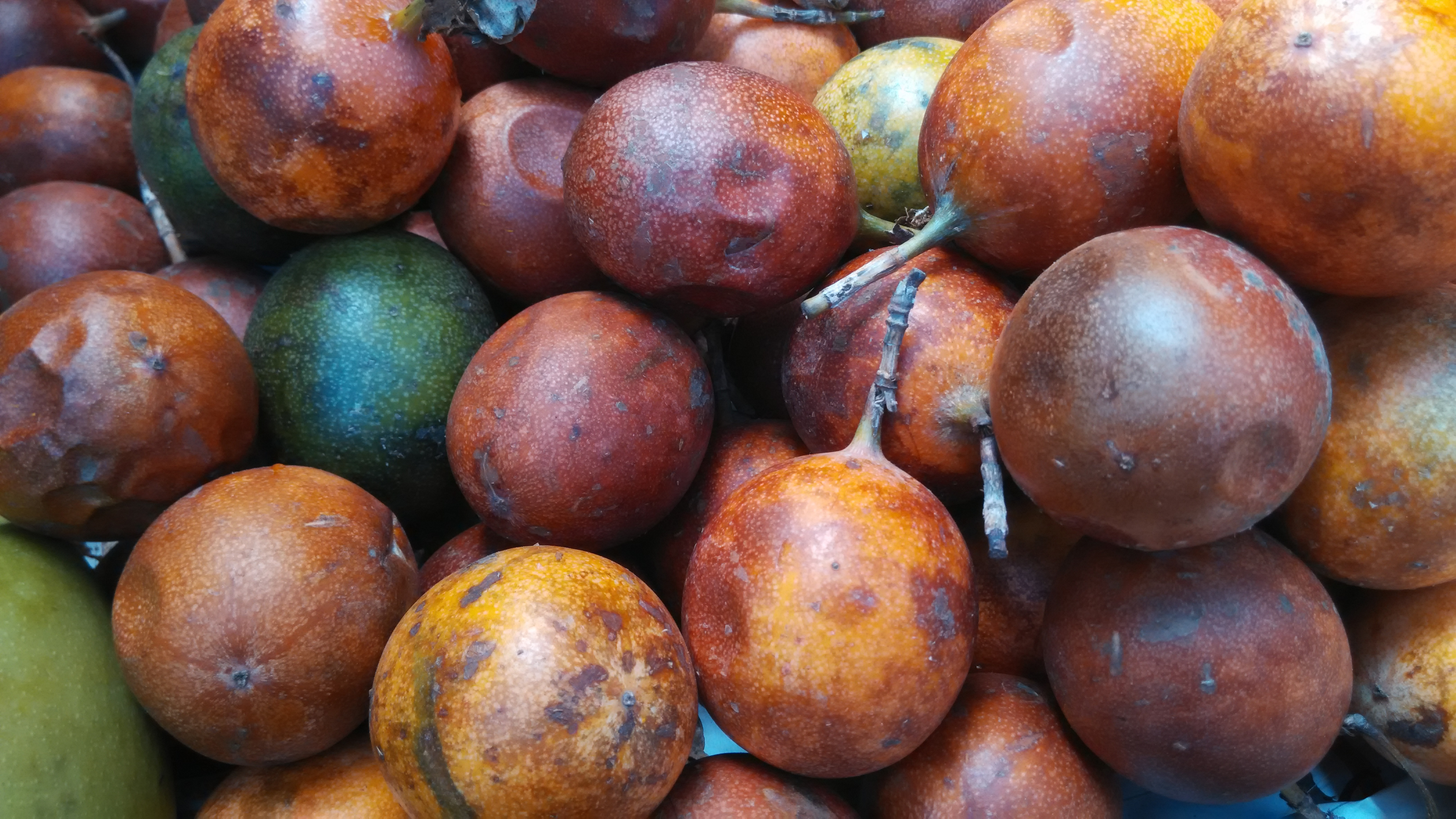

مرحلة البلوغ هي مرحلة من مراحل نضج الفاكهة المرتبطة بزيادة إنتاج الإيثيلين وارتفاع التنفس الخلوي. التفاح والموز والبطيخ والمشمش والطماطم وغيرها من الفواكه تصل إلى هذه المرحلة، أما الحمضيات والعنب والفراولة فلا تصل إلى تلك الذروة أي أنها تنضج دون الإيثيلين ورشقات التنفس. ومع ذلك يمكننا إيجاد بطيخ ومشمش لم يصلا إلى مرحلة البلوغ ويحتوي العنب والفراولة على العديد من مستقبلات الإيثيلين النشطة.
مرحلة البلوغ هي العملية الفسيولوجية النهائية التي تحدد نهاية نضوج الفاكهة وبداية الشيخوخة الفاكهة والنقطة المحددة لها هي الارتفاع المفاجئ في التنفس من الفاكهة، وعادة ما تحدث دون أي تأثيرات خارجية. بعد فترة البلوغ تعود معدلات التنفس (المشار إليها بواسطة إنتاج ثاني أكسيد الكربون) إلى معدلاتها قبل الذورة أو تقل عن هذه المعدلات.
يؤدي الوصول إلى البلوغ أيضا إلى تغييرات أخرى في الفاكهة، وهذا يشمل التغييرات في الأصباغ وإخراج السكر. أما بالنسبة لتلك الفاكهة التي يتم تنشأتها كطعام، يمثل البلوغ ذروة النضج لتصبح صالحة للأكل، حيث تتمتع الفواكه بأفضل مذاق وملمس للاستهلاك البشري. بعد حدوث البلوغ، تكون الفاكهة أكثر عرضة للغزو الفطري وتبدأ في التدهور بسبب موت الخلايا.